# Myrna Anselma
Myrna Anselma (14 tháng 9 năm 1936 – tháng 10 năm 2008) là một tay đấm người Antille thuộc Hà Lan. Bà đã tham gia cuộc thi foil cá nhân nữ tại Thế vận hội Mùa hè năm 1968.